# Fleuve Noir Anticipation
Pour les articles homonymes, voir Fleuve Noir et FNA.

Logo des éditions Fleuve Noir entre 1967 et 1977

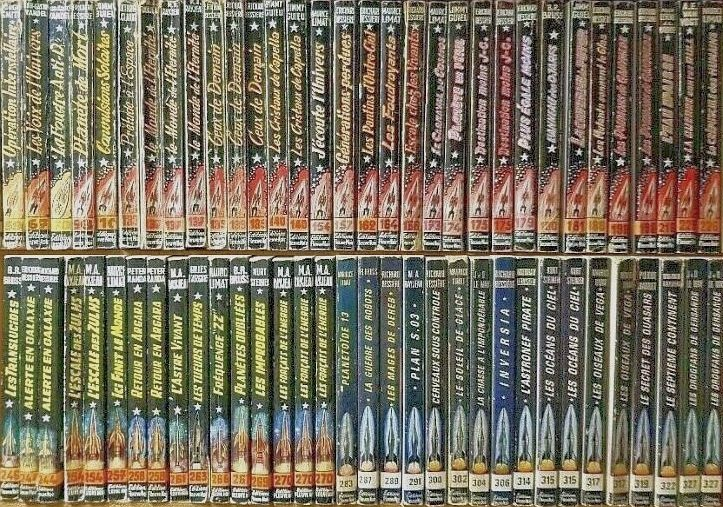
Le FNA "période fusée",

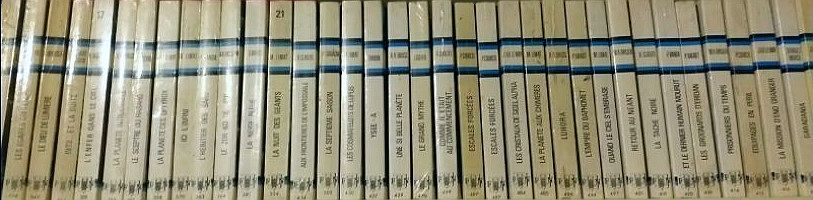
le FNA "période blanche",

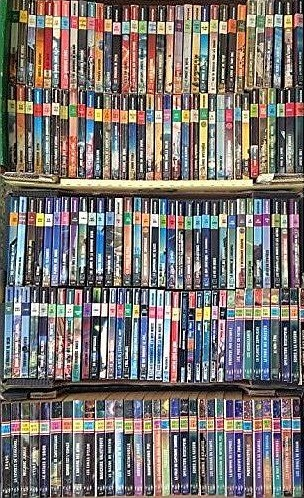
puis une partie des suites...

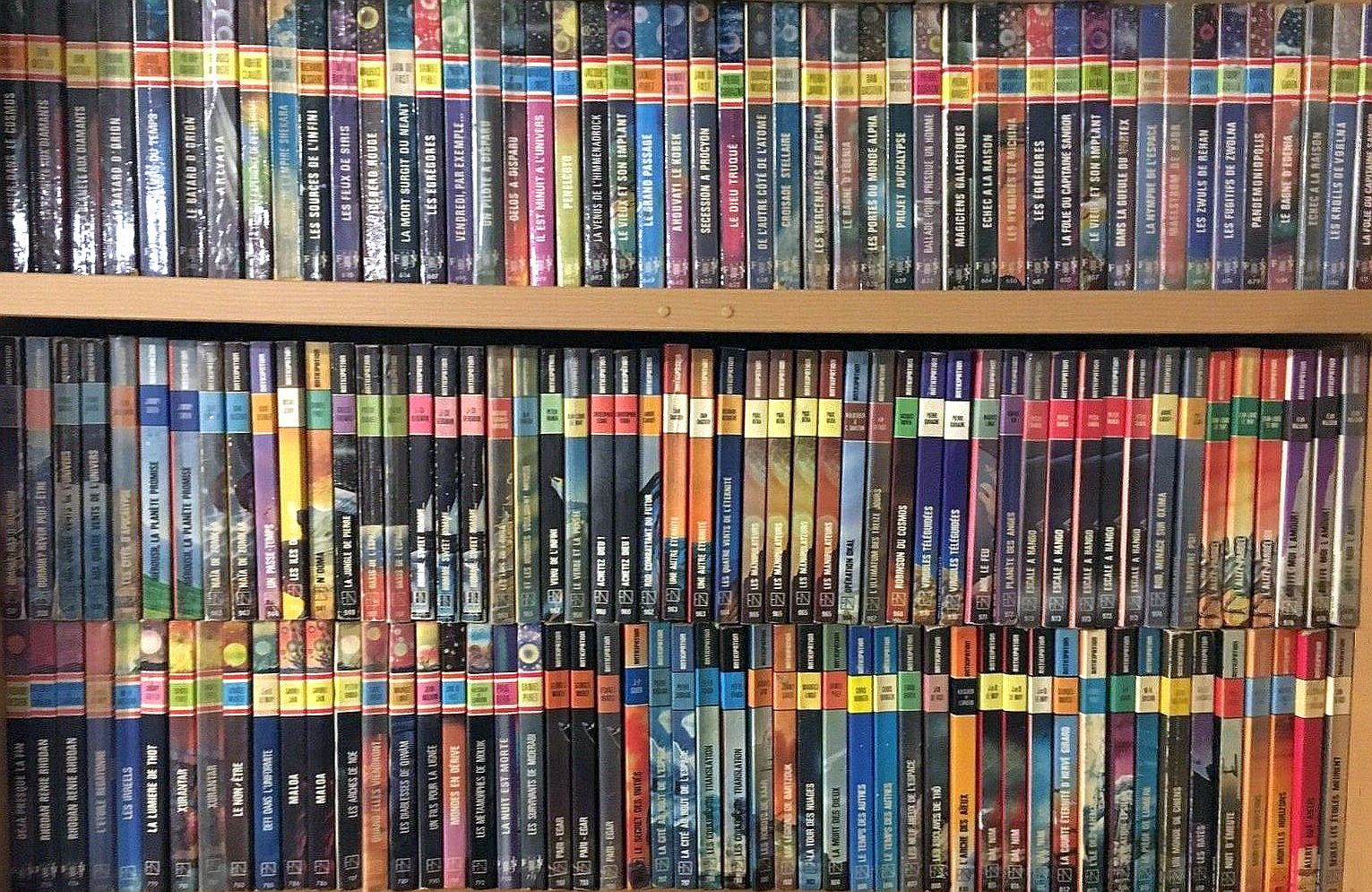
...ultérieures.

Fleuve Noir Anticipation (FNA) est une collection consacrée à la science-fiction qui fut créée en septembre 1951 par l'éditeur Fleuve Noir. Elle visait un public populaire et privilégiait le space opera et les sujets grand public. Elle eut une durée de vie exceptionnelle et publia deux mille deux titres, dont un hors-série.
Le premier livre de la collection, Les Conquérants de l'univers inaugure une saga en cinq tomes de F. Richard-Bessière. Le dernier, publié en février 1997 sous le n° 2001, est L'Odyssée de l'espèce de Roland C. Wagner, double clin d'œil au film 2001, l'Odyssée de l'espace de Stanley Kubrick.
Elle eut ainsi l'occasion de révéler un certain nombre d'auteurs français majeurs, dont Stefan Wul, Kurt Steiner, Louis Thirion, J. et D. Le May, Jimmy Guieu, B. R. Bruss, Gilles Thomas ou Serge Brussolo.
L'influence d'Anticipation Fleuve Noir a été très importante pour la science-fiction française, raison pour laquelle l'éditeur de science-fiction Rivière Blanche lui rend expressément hommage, non seulement par son nom, mais aussi par ses maquettes de couvertures dans le style du célèbre illustrateur de la collection Gaston de Sainte-Croix (hommages aux collections « blanche » et « bleue » d'Anticipation).
La première de couverture de la collection a changé plusieurs fois de design depuis les premiers volumes à la petite fusée.
La plupart des illustrations de couverture ont été dessinées par René Brantonne dit « Brantonne ».

## Une collection populaire
La collection Anticipation est lancée par Fleuve Noir en septembre 1951.
Dès sa création, la collection vise un public populaire ; il s'agit de livres de poche relativement bon marché mais néanmoins avec l'esthétique recherchée de couvertures illustrées par Brantonne.
Les romans publiés traitent de thèmes ayant la faveur du public comme les voyages dans l'espace ; dans les années 1950 et 1960, plus de la moitié de ses titres relevaient du genre du space opera.
Jimmy Guieu et F. Richard-Bessière en étaient des auteurs phares.

## Une politique d'«auteurs maison»
Au milieu des années 1960, la maison d'édition commença à augmenter les parutions de la collection, qui passa d'une vingtaine de titres par an à plus du triple.
De 1966 à 1989, la collection édite les volumes de la série Perry Rhodan de Clark Darlton et Karl Herbert Scheer initiée par Opération Astrée.
Mais elle recrute également de jeunes auteurs francophones comme Louis Thirion ou J. & D. Le May. 
Fleuve Noir pratiquait en tant qu'éditeur une politique encourageant des « auteurs maison », selon laquelle l'auteur n'était publié qu'à partir du deuxième manuscrit sélectionné et devait s'engager pour cinq ans à ne pas publier ailleurs sous le même nom. Certains sont donc publiés sous des pseudonymes, comme « Alphonse Brutsche » pour Jean-Pierre Andrevon ou « Gilles d'Argyre » pour Gérard Klein.
La collection incita également les auteurs de polar de Fleuve Noir à s'essayer à la science-fiction, comme G.-J. Arnaud, qui y publia ses premiers textes du genre, Les chroniques de la Grande Séparation.
Selon George Edgar Slusser, Fleuve Noir Anticipation fut le lieu où la plupart des principaux auteurs de science-fiction français des années 1970 firent leurs premières armes.
En 1987, Nicole Hibert remplace Patrick Siry à la direction de la collection. Elle encourage la publication de nouveaux auteurs : Ayerdhal, Serge Lehman et Laurent Genefort entrent dans la collection à cette époque.

## Prix littéraires
- 1988 : Prix Apollo  pour La Compagnie des glaces de Georges-Jean Arnaud
- 1988 : Grand prix de l'Imaginaire pour Opération serrures carnivores de Serge Brussolo
- 1993 : Grand prix de l'Imaginaire pour Demain, une oasis d'Ayerdhal
- 1998 : Prix Rosny Aîné et Prix Ozone pour L'Odyssée de l'espèce de Roland C. Wagner
- 1999 : Grand prix de l'Imaginaire pour Les Futurs Mystères de Paris de Roland C. Wagner